# Chelonus paradoxus
Chelonus paradoxus är en stekelart som beskrevs av Mccomb 1968. Chelonus paradoxus ingår i släktet Chelonus och familjen bracksteklar. Inga underarter finns listade i Catalogue of Life.